# Gare de Veszkény
La gare de Veszkény (en hongrois : Veszkény vasútállomás) est une halte ferroviaire hongroise, située à Babót.